# Harris Savides
Harris Savides (New York, 28 settembre 1957 – New York, 9 ottobre 2012) è stato un direttore della fotografia statunitense.

## Biografia
Noto collaboratore dei registi David Fincher e Gus Van Sant, per quest'ultimo ha curato la fotografia della sua "Trilogia della morte" Gerry, Elephant e Last Days. 
Per Fincher ha lavorato in The Game - Nessuna regola e Zodiac, inoltre ha curato la fotografia per i film The Yards, Birth - Io sono Sean, Il matrimonio di mia sorella e American Gangster. Ha lavorato anche per il mondo della musica, sua è la fotografia dei videoclip Rain e Bedtime Story di Madonna e Scream di Michael Jackson.
Dopo aver reso al meglio le atmosfere anni settanta in Zodiac e American Gangster, torna a lavorare per Van Sant in Milk.
Si è diplomato in fotografia e cinema presso la School of Visual Arts di New York, dove viveva assieme alla moglie, Medine, e alla figlia, Sophie. 
Muore il 9 ottobre 2012 qualche giorno dopo aver compiuto 55 anni dopo aver lottato a lungo contro un cancro al cervello.

## Filmografia

### Cinema
- Lake Consequence - Un uomo e due donne (Lake Consequence), regia di Rafael Eisenman (1993)
- Omicidio a New Orleans (Heaven's Prisoners), regia di Phil Joanou (1996)
- The Game - Nessuna regola (The Game), regia di David Fincher (1997)
- Karisik pizza, regia di Umur Turagay (1998)
- Illuminata, regia di John Turturro (1998)
- Scoprendo Forrester (Finding Forrester), regia di Gus Van Sant (2000)
- The Yards, regia di James Gray (2000)
- The Follow (episodio di The Hire), regia di Wong Kar Wai (2001)
- Gerry, regia di Gus Van Sant (2002)
- Elephant, regia di Gus Van Sant (2003)
- Birth - Io sono Sean (Birth), regia di Jonathan Glazer (2004)
- Last Days, regia di Gus Van Sant (2005)
- The Key to Reserva (cortometraggio), regia di Martin Scorsese (2007)
- Zodiac, regia di David Fincher (2007)
- Il matrimonio di mia sorella (Margot at the Wedding), regia di Noah Baumbach (2007)
- American Gangster, regia di Ridley Scott (2007)
- Milk, regia di Gus Van Sant (2008)
- Basta che funzioni (Whatever Works), regia di Woody Allen (2009)
- Lo stravagante mondo di Greenberg (Greenberg), regia di Noah Baumbach (2010)
- L'amore che resta (Restless), regia di Gus Van Sant (2011)
- Bling Ring (The Bling Ring), regia di Sofia Coppola (2013) - postumo

### Televisione
- Contatto finale (Final Approach), regia di Armand Mastroianni – film TV (2007)